# Was eine Frau im Frühling träumt (1929)
Was eine Frau im Frühling träumt ist ein deutscher Stummfilm aus dem Jahre 1929 von Curt Blachnitzky mit Colette Brettel in der Titelrolle. Der Filmtitel lehnt sich an den gleichnamigen Schlager von Walter Kollo an.

## Handlung
Die Typistin Lotte Wohlfahrt ist, so will die Geschichte insinuieren, so wie alle jungen Frauen des Kleinbürgertums jener Zeit, die doch nur von Glück, Wohlstand und einem netten jungen Mann träumen. Was sie, das kleine Mädchen aus dem Berliner Hinterhaus, also titelgemäß im Frühling träumt, wird hier bald wahr: Gerichtsvollziehertochter Lotte gewinnt bei einem Preisausschreiben einer Kosmetikfirma eine Reise ins südfranzösische Nizza, gepolstert mit eine Spesendecke von 1000 Reichsmark. Um im eleganten, mondänen Badeort an der Côte d’Azur auch entsprechend angemessen gekleidet zu sein, kauft sich Lotte von dem Taschengeld erst einmal todschicke Kleider. Wie es der Zufall will, reist im selben Zug nach Süden gleich eine ganze Filmcrew mit, darunter der Direktor der Fantasia-Film, Josef Columbus, mit seinen beiden Hausstars Ilona Lundt und Peter Alsen, die vor Ort einen Maharadscha-Film drehen wollen.
Schwärmerisch, wie die eifrige Kinogängerin Lotte Wohlfahrt veranlagt ist, hat sie schon immer Herrn Alsen angehimmelt, und es bedarf recht wenig, dass während der Zugfahrt Lotte „ihrem“ Peter bald an den Lippen hängt. Damit auch er von ihr beeindruckt ist, stellt sie sich kurzerhand als Frau Dr. Inge Horn vor. Man besorgt ihr im Maharadscha-Film sogar eine kleine Rolle. Als Mordopfer der Lieblingsfrau des indischen Nabobs darf sie einen filmgerechten Gifttod sterben. Lotte hat jedoch einen Fehler gemacht: Sie hat ihren Gagenscheck anstatt mit Dr. Inge Horn mit Lotte Wohlfahrt gegengezeichnet, sodass ihre kleine Schwindelei auffliegt. Sie wird der Hochstapelei bezichtigt, und sogar ihr Leinwandidol Peter Alsen wendet sich von ihr ab. Zutiefst geknickt tritt Lotte die Heimfahrt nach Berlin an. Als wenn alles nicht schon schlimm genug wäre, wird sie von ihrem Arbeitgeber auch noch gefeuert, weil sie die Urlaubszeit überschritten hatte. Doch das Happyend ist nah: Es erscheint in Gestalt des Produktionsfirmendirektors Columbus, der von Lottes Schauspieleinlage derart begeistert war, dass er ihr einen langjährigen Filmvertrag anbietet.

## Produktionsnotizen
Gedreht von Dezember 1928 bis Januar 1929 im Berliner Jofa-Studio mit Außenaufnahmen in Nizza, passierte Was eine Frau im Frühling träumt am 21. März 1929 die Zensur und wurde neun Tage später in Berlins Bavaria-Lichtspielen uraufgeführt. Der mit Jugendverbot belegte Achtakter besaß eine Länge von 2277 Meter.
Der Filmarchitekt und langjährige Mitarbeiter Ernst Lubitschs, Kurt Richter, beendete hiermit seine Arbeit für das Kino.

## Wissenswertes
Der vor allem als Filmverleiher bekannte Produzent des Films, Arthur Ziehm, musste nach diesem Streifen infolge seines Firmenbankrotts die Herstellung von Filmen 1929 aufgeben und übersiedelte später in die USA, wo er im Zweiten Weltkrieg erneut als Distributor arbeitete.
Ein 1958 hergestellter Film gleichen Namens hatte eine komplett andere Handlung.

## Kritiken
In der Berliner Volks-Zeitung hieß es: “Dem Publikum hat dieser Film, der leider nicht frei ist von dramaturgischen und bildtechnischen Fehlern, sehr gut gefallen. Besonders die Familienszenen; in deren Mittelpunkt Anna Müller-Lincke steht. (…) Die saubere, aber leider einfallslose Photographie besorgte Georg Muschner.”
Im Berliner Tageblatt war zu lesen: “Eine kleine Typistin gewinnt den großen Preis einer spendierfreudigen Kosmetikfabrik. Puppt sich ein und fährt gen Nizza, allwo sie mit Liebesturteln in eine Filmexpedition gerät und bei irgendeinem Maharadscha-Unfug mitagiert. Allein diese persifliert gedachte, doch nicht persifliert gemachte Kitscheinlage ist nicht viel schlechter als der dilettantisch gemachte, etwas weniger dilettantisch erdachte Rahmenfilm.”